# Montceau-les-Mines

Montceau-les-Mines este un oraș din Franța, în departamentul Saône-et-Loire, în regiunea Bourgogne.
1. ↑  répertoire géographique des communes, accesat în 26 octombrie 2015
2. ↑  dataset of postal codes in France, 1 octombrie 2018